# Charlotte Fry
Charlotte Fry (Scarborough, 11 de fevereiro de 1996) é uma ginete de elite britânica, medalhista olímpica.

## Carreira
Fry conquistou a medalha de bronze nos Jogos Olímpicos de Verão de 2020 em Tóquio, na prova de adestramento por equipes, ao lado de seu cavalo Everdale, e de seus companheiros Carl Hester e Charlotte Dujardin.